# راه‌آهن شیکوکو
راه‌آهن شیکوکو (انگلیسی: Shikoku Railway) شرکت ترابری ریلی ژاپنی است، که در سال ۱۹۸۷ تأسیس شد.